# Знаменский сельсовет (Горшеченский район)
Знаменский сельсовет — сельское поселение в Горшеченском районе Курской области Российской Федерации.
Административный центр — село Знаменка.

## История
Статус и границы сельского поселения установлены Законом Курской области от 21 октября 2004 года № 48-ЗКО «О муниципальных образованиях Курской области»

## Население
| 2002 | 2010 | 2012 | 2013 | 2014 | 2015 | 2016 |
| ---- | ---- | ---- | ---- | ---- | ---- | ---- |
| 613  | ↘510 | ↘496 | ↘472 | ↘461 | ↘428 | ↘419 |
| 2017 | 2018 | 2019 | 2020 | 2021 |      |      |
| ↘400 | ↘395 | ↘380 | ↘366 | ↘349 |      |      |

## Состав сельского поселения
| № | Населённый пункт | Тип населённого пункта       | Население |
| - | ---------------- | ---------------------------- | --------- |
| 1 | Знаменка         | село, административный центр | ↘465      |
| 2 | Каменка          | деревня                      | ↘19       |
| 3 | Нижние Апочки    | село                         | ↗6        |
| 4 | Пятницкое        | село                         | ↘15       |
| 5 | Степановка       | деревня                      | ↘5        |